# Czernowitzer Allgemeine Zeitung
Czernowitzer Allgemeine Zeitung (CAZ) — одна з провідних німецькомовних щоденних газет у Чернівцях.
Газета була заснована в 1903 році і видавалася у друкарні Graphische Kunststalt Eminescu GmbH у Чернівцях, на вулиці Герренгассе, 11. Як і «Czernowitzer Tagblatt», «Czernowitzer Deutsche Tagespost» і «Czernowitzer Morgenblatt», вона була однією з газет, яка знайшла свого читача серед німецькомовного населення Чернівців та околиць.
CAZ читали насамперед представники ділових кіл міста. Газета мала підзаголовок Unabhängiges Tageblatt (незалежна щоденна газета), щоб показати, що вона не є політично заангажованою. Але газета також знайшла читачів у Бухаресті як спеціальне видання під назвою «Allgemeine Zeitung» («Загальна газета»). Газета виходила шість днів на тиждень, спочатку як вечірній, а з 1912 року як ранковий випуск.
У 1937 році тираж газети в Чернівцях становив 3500 примірників. Директором видавництва був Фелікс Пікер. Головним редактором був Адольф Нідергоффер, його заступником — Фріц Альбрехт. Газета також мала власну редакцію в Бухаресті. Єврейськими редакторами були Філіп Менцель (1872—1941), Мендель Абрахам і Арнольд Шварц.
З 1930 по 1937 рік як додаток до газети виходило також вечірнє видання під назвою «Екстраблатт» (Extrablatt). До 1912 р. існувало одне, а потім два щоденних видання CAZ (полуденне і вечірнє) до 7 грудня 1913 р. Під час Першої світової війни журналістська діяльність була можлива лише в обмеженому обсязі, а під час перших двох російських окупацій у 1914/15 рр. — зовсім відсутня. Після третього російського вторгнення CAZ ненадовго з'явилася разом із «Czernowitzer Tagblatt» як «Bukovinaer Kriegszeitung». Між 1918 і 1940 роками газета знову виходила у звичному форматі.
У 1937 році газету було закрито за розпорядженням «уряду Ґоґи-Кузи», як тоді називали антисемітський уряд на чолі з Національною християнською партією, яка в ті роки керувала Королівством Румунія. Після падіння уряду в 1938 році газета виходила в оновленому форматі.
У 2002 році у Відні було створено робочу групу чернівецької преси. Ця група вирішила, серед іншого, оцифрувати кілька річних видань CAZ, які потім будуть доступні в Інтернеті.